# 흥카인
흥카인(베트남어: Hưng Khánh / 興慶 흥경 / 1407년 10월 ~ 1409년 3월)은 베트남 후 쩐 왕조(後陳朝) 간정제(簡定帝) 쩐응오이(陳頠)의 연호이다.

## 개원
- 호 왕조(胡朝) 카이다이(開大) 5년 10월 2일[1](1407년 11월 1일)에 후 쩐 왕조 개창 후, 연호를 흥카인(興慶)으로 건원함.[2][3]

- 흥카인(興慶) 3년 3월 17일[4](1409년 4월 2일)에 연호를 쭝꽝(重光)으로 개원함.[2][3]

## 연대 대조표
| 흥카인 | 서기(西紀) | 간지(干支) | 명나라 연호    |
| 원년   | 1407년     | 정해(丁亥) | 영락(永樂) 5년 |
| 2년    | 1408년     | 무자(戊子) | 영락 6년       |
| 3년    | 1409년     | 기축(己丑) | 영락 7년       |

## 동시대 연호

### 중국
명(明)
- 영락(永樂) (1403년 ~ 1424년)

### 일본
- 오에이(應永) (1394년 ~ 1428년)

## 같이 보기
- 베트남의 연호